# Campeonato Mundial de Basquetebol Feminino de 1959
O Campeonato Mundial de Basquetebol Feminino de 1959 foi a 3ª edição do Campeonato Mundial de Basquetebol Feminino. Foi disputado de 10 a 18 de outubro de 1959 em Moscou, na União Soviética, organizado pela Federação Internacional de Basquetebol (FIBA) e pela Federação Soviética de Basquetebol.
Este campeonato se destaca por várias curiosidades:
- Foi realizado em plena guerra fria, em Moscou capital da URSS, o coração de um dos lados da mesma.
- Nenhuma equipe das americana participou da competição. De fato, foi a única fase final do Campeonato Mundial de Basquetebol Feminino em que não participaram os Estados Unidos e Brasil.
- Das 8 seleções participantes, só uma, a República da Coreia, era de fora da Europa Oriental (somente a República Democrática Alemã não estava representada), e a República da Coreia e a Iugoslávia, as duas únicas seleções não pertencentes ao chamado Bloco do Leste. Embora que Iugoslávia era um estado socialista, enquanto a República da Coreia,récem nascida após a Guerra da Coreia era o único país capitalista participante.
- Nenhuma das equipes participantes da 1ª edição participou desta edição.
- Conotações políticas à parte, este torneio pode ser considerado, teoricamente, o mais justo da história,já que é o único torneio em que o formato era de todos contra todos.

## Formato da Competição
Cada equipe jogou uma partida contra todas as outras, e a classificação se estabeleceu de acordo com o número de vitórias de cada equipe. Em caso de empate, era levado em conta o vencedor do confronto direto entre as equipes empatadas.

## Sede
| Cidade |
| ------ |
| Moscou |

## Países participantes

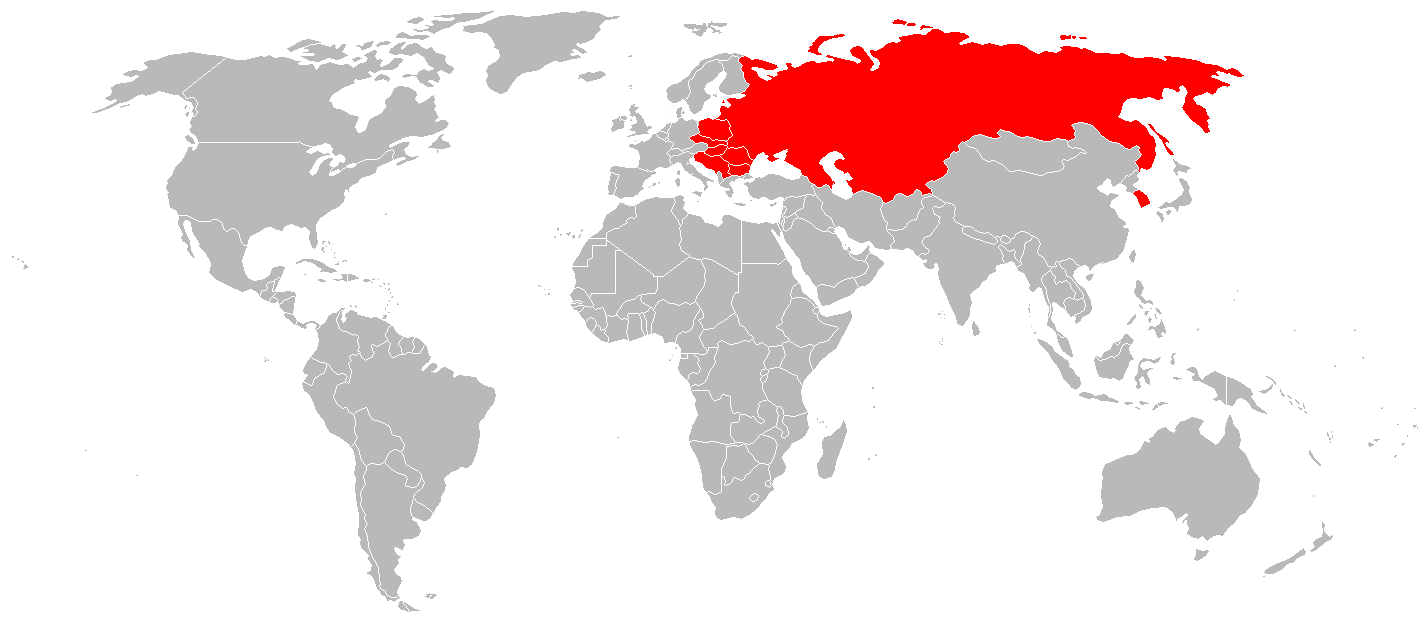
Mapa de los Países Participantes

| Ásia          | Europa          |
| ------------- | --------------- |
| Coreia do Sul | Bulgária        |
|               | Tchecoslováquia |
|               | Hungria         |
|               | Polônia         |
|               | Romênia         |
|               | União Soviética |
|               | Iugoslávia      |

## Partidas

### Primeira Rodada
| Sede   | Partida         | Partida | Partida         | Resultado |
| ------ | --------------- | ------- | --------------- | --------- |
| Moscou | Tchecoslováquia | -       | Polônia         | 76 - 61   |
| Moscou | Romênia         | -       | Coreia do Sul   | 52 - 41   |
| Moscou | Bulgária        | -       | Hungria         | 70 - 41   |
| Moscou | Iugoslávia      | -       | União Soviética | 42 - 80   |
|        |                 |         |                 |           |

### Segunda Rodada
| Sede   | Partida         | Partida | Partida         | Resultado |
| ------ | --------------- | ------- | --------------- | --------- |
| Moscou | Tchecoslováquia | -       | Romênia         | 55 - 38   |
| Moscou | Hungria         | -       | Iugoslávia      | 49 - 48   |
| Moscou | Polônia         | -       | União Soviética | 45 - 67   |
| Moscou | Coreia do Sul   | -       | Bulgária        | 42 - 48   |
|        |                 |         |                 |           |

### Terceira Rodada
| Sede   | Partida         | Partida | Partida         | Resultado |
| ------ | --------------- | ------- | --------------- | --------- |
| Moscou | Romênia         | -       | Polônia         | 45 - 52   |
| Moscou | União Soviética | -       | Hungria         | 51 - 29   |
| Moscou | Iugoslávia      | -       | Coreia do Sul   | 50 - 47   |
| Moscou | Bulgária        | -       | Tchecoslováquia | 54 - 47   |
|        |                 |         |                 |           |

### Quarta Rodada
| Sede   | Partida         | Partida | Partida         | Resultado |
| ------ | --------------- | ------- | --------------- | --------- |
| Moscou | Coreia do Sul   | -       | União Soviética | 24 - 89   |
| Moscou | Romênia         | -       | Bulgária        | 37 - 64   |
| Moscou | Polônia         | -       | Hungria         | 62 - 40   |
| Moscou | Tchecoslováquia | -       | Iugoslávia      | 79 - 43   |
|        |                 |         |                 |           |

### Quinta Rodada
| Sede   | Partida         | Partida | Partida         | Resultado |
| ------ | --------------- | ------- | --------------- | --------- |
| Moscou | Iugoslávia      | -       | Romênia         | 40 - 38   |
| Moscou | União Soviética | -       | Tchecoslováquia | 59 - 46   |
| Moscou | Hungria         | -       | Coreia do Sul   | 62 - 57   |
| Moscou | Bulgária        | -       | Polônia         | 62 - 48   |
|        |                 |         |                 |           |

### Sexta Rodada
| Sede   | Partida         | Partida | Partida         | Resultado |
| ------ | --------------- | ------- | --------------- | --------- |
| Moscou | Polônia         | -       | Coreia do Sul   | 59 - 38   |
| Moscou | Romênia         | -       | União Soviética | 39 - 70   |
| Moscou | Tchecoslováquia | -       | Hungria         | 80 - 53   |
| Moscou | Bulgária        | -       | Iugoslávia      | 67 - 52   |
|        |                 |         |                 |           |

### Sétima Rodada
| Sede   | Partida         | Partida | Partida         | Resultado |
| ------ | --------------- | ------- | --------------- | --------- |
| Moscou | Coreia do Sul   | -       | Tchecoslováquia | 50 - 84   |
| Moscou | Hungria         | -       | Romênia         | 49 - 63   |
| Moscou | Iugoslávia      | -       | Polônia         | 42 - 35   |
| Moscou | União Soviética | -       | Bulgária        | 51 - 38   |
|        |                 |         |                 |           |

## Classificação Final
| Po. | Equipe          | Pts | G | P | PF  | PC  | Dif  |
| --- | --------------- | --- | - | - | --- | --- | ---- |
| 1   | União Soviética | 14  | 7 | 0 | 467 | 255 | 112  |
| 2   | Bulgária        | 13  | 6 | 1 | 403 | 318 | 85   |
| 3   | Tchecoslováquia | 12  | 5 | 2 | 467 | 358 | 109  |
| 4   | Iugoslávia      | 10  | 3 | 4 | 317 | 395 | -78  |
| 5   | Polônia         | 10  | 3 | 4 | 362 | 370 | -8   |
| 6   | Romênia         | 9   | 2 | 5 | 312 | 371 | -59  |
| 7   | Hungria         | 9   | 2 | 5 | 323 | 431 | -108 |
| 8   | Coreia do Sul   | 7   | 0 | 7 | 299 | 444 | -145 |

## Ligações Externas
- Página da FIBA